# Mieczysław Wallis

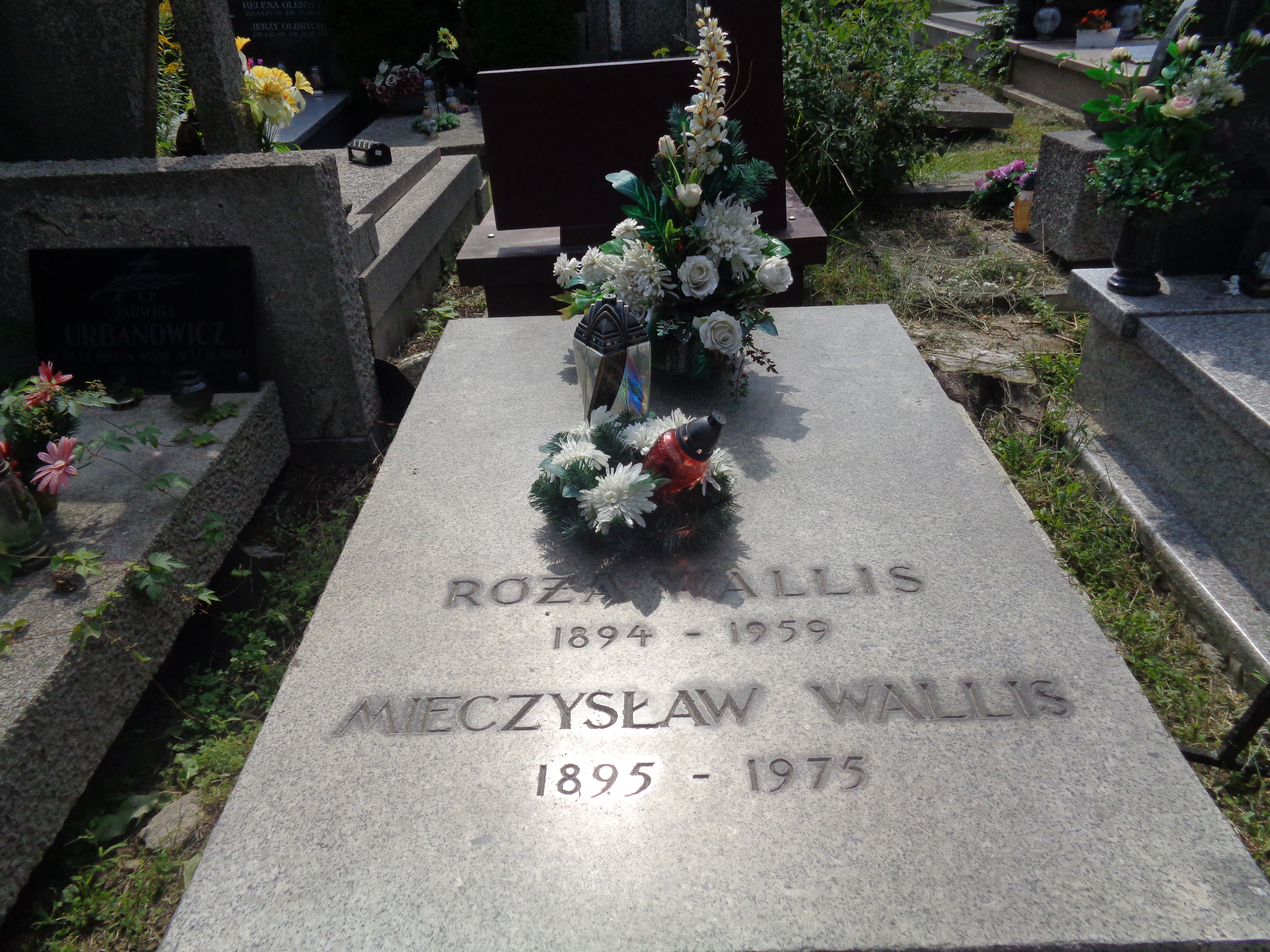
Grób Mieczysława Wallisa na Cmentarzu Wojskowym na Powązkach

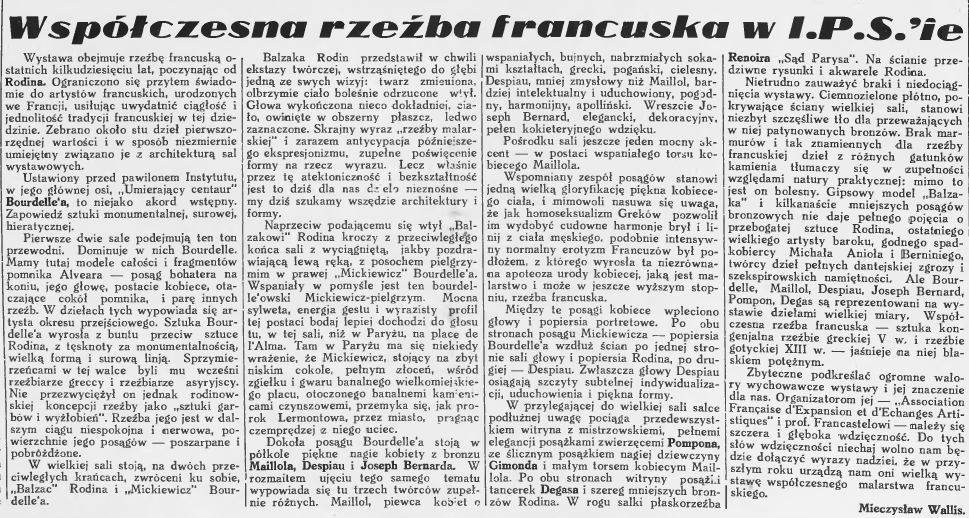
Artykuł Mieczysława Wallisa w „Wiadomościach Literackich”, 1935

Mieczysław Wallis, pierwotnie Mieczysław Walfisz, później Wallis-Walfisz (ur. 16 czerwca 1895 w Warszawie, zm. 25 października 1975 tamże) – polski filozof, historyk sztuki i krytyk sztuki.

## Życiorys
Urodzony w nieortodoksyjnej rodzinie żydowskiej. Jego rodzicami byli Abram Bronisław Walfisz i Helena (Sara) zd. Liwszyc. Ojciec był z wykształcenia chemikiem, a z zawodu artystą-malarzem.
Na Uniwersytecie w Heidelbergu oraz Warszawskim Mieczysław Walfisz odbył studia z zakresu filozofii oraz historii sztuki, w 1921 z tej pierwszej dziedziny doktoryzował się. W 1919 podjął pracę w gazecie Robotnik jako dziennikarz - krytyk sztuki. Pisał tam do 1934, gdy przeniósł się do Wiadomości Literackich na analogiczne stanowisko, publikując tam do wojny. W 1936 został nauczycielem w Instytucie Sztuki Teatralnej, wykładając tam do roku następnego estetykę. 
W czasie II wojny światowej uczestniczył w obronie Warszawy, po czym był jeńcem oflagu XI A i Oflagu IIC Woldenberg (dzisiejszy Dobiegniew, woj. lubuskie). Prowadził tam wykłady dla więźniów.
Od 1945 był profesorem Uniwersytetu Łódzkiego, najpierw, do 1951 jako estetyk, a później, do 1965 jako historyk sztuki. Kierował tam Katedrą Historii Sztuki UŁ. W latach 1955–1956 pełnił funkcję dziekana Wydziału Filozoficzno-Historycznego Uniwersytetu Łódzkiego. Był też profesorem Państwowej Wyższej Szkoły Teatralnej w Warszawie. 
Podczas swojego pobytu w Łodzi w latach 40. mieszkał w domu czynszowym przy ul. Narutowicza 107, gdzie mieszkali również inni pracownicy naukowi Uniwersytetu Łódzkiego, m.in.: Kazimierz Secomski, Jan Chodorowski, Bogdan Wróblewski czy Franciszek Sadowski.
Był autorem licznych publikacji z zakresu filozofii, estetyki, sztuki i krytyki artystycznej. Współpracował z redakcją Allgemeines Lexikon der bildenden Künstler (Thiemego i Beckera).
Po śmierci został pochowany na cmentarzu Powązki Wojskowe w Warszawie (kwatera A38-5-3).

## Wybrane publikacje
- Wyraz i życie psychiczne: o rozumienie dzieł sztuki przedstawiających przedmioty psychiczne, Wilno 1939
- Dzieje zwierciadła i jego rola w różnych dziedzinach kultury, Łódź 1956
- Malarze i miasta, Warszawa 1961
- Autoportret, Warszawa 1964
- Secesja, Warszawa 1967, 1974 (wyd. II)
- Przeżycie i wartość • Pisma z estetyki i nauki o sztuce 1931–1949, Kraków 1968.